# Michiyasu Osada
Pour les articles homonymes, voir Osada.
Michiyasu Osada (長田 道泰, Osada Michiyasu) est un footballeur japonais né le 5 mars 1978.